# Šije (Tešanj)
Pour les articles homonymes, voir Šije.
Šije (en cyrillique : Шије) est une localité de Bosnie-Herzégovine. Elle est située dans la municipalité de Tešanj, dans le canton de Zenica-Doboj et dans la fédération de Bosnie-et-Herzégovine. Selon les premiers résultats du recensement bosnien de 2013, elle compte 2 738 habitants.

## Démographie

### Évolution historique de la population dans la localité
| 1948 | 1953 | 1961  | 1971  | 1981  | 1991  | 2013  |
| ---- | ---- | ----- | ----- | ----- | ----- | ----- |
| -    | -    | 1 290 | 1 650 | 2 132 | 2 333 | 2 738 |

|  |